# Óskemen
Óskemen (cu alfabet chirilic Өскемен, în rusă Усть-Каменогорск, transliterat: Ust-Kamenogorsk) este un oraș din Kazahstan și centrul administrativ al provinciei Kazahstanul de Est (începând cu anul 1932). Orașul este situat la confluența râurilor Irtîș și Ulba.
Orașul a fost înființat în anul 1720 și denumirea inițială a localității a fost cetatea Usti-Kamenaia („Shlisselburg-ul Siberian”).

## Populație
Conform statisticii Departamentului de Statistică din Regiunea Kazahstanul de Est populația orașului la 1 februarie 2012 a fost 309.769 de mii de locuitori.
Principalii indicatori demografici (la 1000 de locuitori, datele pentru ianuarie-noiembrie a anului 2009):
- Coeficientul natalității — 14,4
- Coeficientul mortalității — 12,2
- Căsătorii — 9,3
- Nașteri — 4,3

### Structura națională
Structura națională (1 ianuarie 2010):
- ruși — 201.842 oameni (67,2 %)
- kazahi — 82.593 oameni (27,5 %)
- germani — 3.717 oameni (1,23 %)
- ucraineni — 3.388 oameni (1,12 %)
- tătari — 3.276 oameni (1,09 %)
- belaruși — 899 oameni (0,3 %)
- azeri — 687 oameni (0,22 %)
- coreeni — 679 oameni (0,22 %)
- ceceni — 506 oameni (0,17 %)
- uiguri — 178 oameni (0,05 %)
- uzbeci — 266 oameni (0,08 %)
- alții — 2.311 oameni (0,77 %)
- Total — 300.342 oameni (100,00 %)